# Final Fantasy VI
Final Fantasy VI (ファイナルファンタジーVI?, Fainaru Fantajī Shikkusu) è un videogioco di ruolo alla giapponese creato dalla casa di sviluppo Square nel 1994 per Super Nintendo Entertainment System come parte della serie Final Fantasy. È stato successivamente convertito anche per PlayStation con piccole differenze e l'aggiunta di tre scene in CGI, per Game Boy Advance in una versione potenziata con contenuti aggiuntivi, per dispositivi mobili Android e iOS con un sistema di battaglia leggermente differente e grafica più dettagliata, e per PC. Esso è inoltre incluso in tutte le versioni del Nintendo Classic Mini: Super Nintendo Entertainment System.
Il videogioco è ambientato in un mondo in cui la magia è ritenuta scomparsa in seguito a una guerra tra creature leggendarie denominate Esper, avvenuta mille anni prima dell'inizio del gioco. Il perfido Impero Gestahliano intende però riesumare i poteri delle creature per creare dei soldati magicamente potenziati ed espandere il proprio dominio su tutto il mondo. La trama segue le avventure di un manipolo di quattordici ribelli della Resistenza che cercano di ostacolare l'Impero.
Il gioco era conosciuto in Nord America con il titolo Final Fantasy III, per mantenere la continuità con il precedente capitolo pubblicato nel paese, ovvero Final Fantasy IV, che era stato rinominato Final Fantasy II. È stato il primo gioco della serie in cui Hironobu Sakaguchi, storico direttore della saga, non ha ricoperto il ruolo di regista, che è stato invece assegnato a Yoshinori Kitase e Hiroyuki Itō. Yoshitaka Amano si è occupato del design dei personaggi, mentre Nobuo Uematsu ha composto la colonna sonora, pubblicata poi in vari album.
Final Fantasy VI ha goduto di un vasto successo di pubblico e di critica; costituisce uno dei titoli più apprezzati della serie, ed è considerato uno dei giochi di ruolo, e in generale uno dei videogiochi, migliori in assoluto. Le versioni Super Nintendo Entertainment System e PlayStation hanno venduto più di 3,48 milioni di copie in tutto il mondo, con 2,62 milioni nel solo Giappone, rendendolo uno dei videogiochi più venduti in territorio nipponico. Final Fantasy VI ha segnato inoltre uno dei primi esempi di narrazione videoludica complessa e matura, e per la sua influenza in molte opere successive è ritenuto un titolo di riferimento dell'intero genere.

## Trama

### Ambientazione
In contrasto con le ambientazioni fantasy medievali dei precedenti titoli della serie, Final Fantasy VI si svolge in un mondo immaginario prettamente steampunk. La struttura della società è assimilabile a quella della seconda metà del XIX secolo, con riferimenti all'opera e alle belle arti che costituiscono uno dei motivi ricorrenti del gioco, e un livello tecnologico paragonabile a quello della seconda rivoluzione industriale.
Lo stato del mondo è il risultato di un conflitto avvenuto mille anni prima degli eventi del gioco fra tre entità magiche conosciute come la Triade della Discordia. Durante la cosiddetta Guerra dei Magi, le tre divinità trasformarono alcuni esseri umani e animali in creature magiche chiamate Esper per avvalersi del loro aiuto in battaglia. In seguito, però, i tre esseri si accorsero dei gravissimi danni che stavano causando e sigillarono i loro poteri, diventando statue di pietra; gli Esper li nascosero e si ritirarono in una nuova dimensione da loro creata, il Mondo degli Esper, in modo che nessuno sarebbe riuscito ad abusare dei loro poteri in futuro. Nel corso dei secoli il concetto di magia svanì definitivamente, fino a diventare leggenda, mentre l'uomo fondò una società basata sullo sviluppo scientifico e tecnologico. La nazione più avanzata che si venne a creare fu l'Impero Gestahliano, una dittatura crudele e belligerante che occupa gran parte del mondo e che è ostacolata da un'organizzazione ribelle chiamata Resistenza. Un giorno, la barriera tra il Mondo degli Esper e quello umano s'indebolì e l'Impero ne approfittò per invadere la nuova dimensione e rapire numerose creature magiche. Usando gli Esper come fonte di energia, l'Impero diede vita a Magitek, un programma di ricerca per unire magia e tecnologia e infondere poteri magici negli esseri umani.
Durante la prima metà dell'avventura il mondo di gioco è formato da tre grandi continenti ed è definito Mondo dell'Equilibrio. Il continente settentrionale è composto da una serie di catene montuose e contiene la maggior parte dei luoghi accessibili al giocatore. Gran parte del continente meridionale è sotto il controllo dell'Impero Gestahliano, mentre il continente orientale, un'area selvaggia chiamata Veldt, è l'habitat di numerose bestie selvatiche. Dopo la prima metà del gioco, il mondo viene alterato in seguito a un evento catastrofico, e assume l'aspetto di una distesa marina disseminata da numerose isole di varia grandezza situate attorno a un continente centrale. In questa nuova forma è conosciuto come Mondo in Rovina.

### Storia
Terra Branford è alla ricerca, per conto dell'Impero, dell'Esper Valigarmanda, congelato all'interno delle miniere della città settentrionale di Narshe. Con un misterioso attacco la creatura uccide i due soldati imperiali che la accompagnano, Biggs e Wedge, e la libera dal controllo mentale imperiale, ma la ragazza non riesce a ricordare nulla del proprio passato. Terra incontra quindi il cacciatore di tesori Locke Cole, che la salva dall'attacco di un gruppo di soldati e le promette di proteggerla. Locke la conduce al Regno di Figaro, dove incontrano il re Edgar Roni Figaro e i ribelli della Resistenza; Terra accetta di unirsi a loro e di aiutarli nella lotta contro l'Impero. Incaricato di cercare Terra e venuto a sapere che Edgar la sta nascondendo, il generale imperiale Kefka Palazzo attacca il castello e la città di Figaro Sud, spingendo la Resistenza alla fuga.
Per prevenire un nuovo tentativo dell'Impero di mettere le mani sull'Esper congelato, i membri della Resistenza, a cui nel frattempo si è unita anche l'ex generalessa imperiale Celes Chere, si riuniscono a Narshe. Qui Terra entra nuovamente in contatto con la creatura e si trasforma in un essere in parte Esper, perdendo il controllo e volando via verso un altro continente. Per salvarla i suoi compagni decidono di partire alla volta della capitale imperiale Vector, in modo da chiedere consiglio agli Esper lì imprigionati, ma necessitano di un mezzo di trasporto. Celes si esibisce allora all'opera, facendo sì che il truffatore e giramondo Setzer Gabbiani la scambi per la cantante lirica Maria e la rapisca a bordo della sua aeronave, dove salgono di nascosto anche gli altri membri della Resistenza. A Vector il gruppo cerca di salvare alcuni Esper, ma questi, ormai prossimi alla morte a causa degli esperimenti Magitek, preferiscono dare la loro vita ai loro soccorritori trasformandosi in magilite.
La Resistenza trova infine Terra, e l'interazione con la magilite la calma e le fa tornare la memoria. Ella scopre quindi di essere il frutto dell'unione tra un Esper, Maduin, e una donna, Madeleine, accettando di fatto i propri poteri magici. La Resistenza chiede a Terra di entrare in contatto col Mondo degli Esper e di richiedere il loro aiuto. Le creature magiche però, adirate, non ascoltano la proposta della donna e attaccano Vector, la capitale dell'Impero, bruciandola. L'imperatore Gestahl si arrende, fa arrestare Kefka per i suoi crimini di guerra e invita la Resistenza a un banchetto per avviare delle trattative di pace, durante le quali il sovrano chiede a Terra di recapitare un messaggio di tregua agli Esper che hanno attaccato Vector, recandosi al villaggio di Thamasa. Arrivati lì, Terra e Locke riescono a trovare gli Esper, ma Kefka evade dal carcere e uccide brutalmente le creature appena ritrovate e il suo rivale, il generale Leo Cristophe, per poi dare alle fiamme l'intero villaggio. Viene così smascherata la farsa di Gestahl, che, insieme a Kefka, raggiunge il portale che conduce al Mondo degli Esper, trova la Triade della Discordia e la usa per far emergere il Continente Fluttuante, un luogo da cui l'imperatore vuole dominare il mondo. La Resistenza raggiunge il continente e affronta Gestahl e Kefka. Celes pugnala il generale, ma senza riuscire a ucciderlo e gettandolo invece nella più completa follia. Egli uccide così Gestahl, sconvolge l'ordine della Triade e devasta in pochi attimi il mondo intero.
Un anno dopo, Celes si risveglia da un coma profondo su un'isola deserta insieme allo scienziato Cid, e scopre che Kefka ha assorbito il potere delle tre statue per regnare sul mondo come un vero e proprio dio, decimando i propri oppositori e causando il progressivo avvizzimento di ogni forma di vita sul pianeta. Dopo un iniziale momento in cui si abbandona alla disperazione, la ragazza trova il coraggio di lasciare l'isola alla ricerca dei suoi compagni dispersi. Dopo essersi riuniti, i membri della Resistenza decidono di affrontare Kefka e di mettere fine al suo regno. Penetrano quindi nella Torre di Kefka e, raggiunta la cima, uccidono il loro avversario in un'ardua battaglia. L'impresa provoca la completa estinzione della razza degli Esper e la scomparsa della magia, segnando l'inizio di una nuova era; Terra riesce però a sopravvivere in quanto attaccata profondamente al mondo degli umani. Il gruppo scappa infine dalla torre che sta crollando, e osserva poi il mondo che inizia pian piano a riprendersi.

## Personaggi

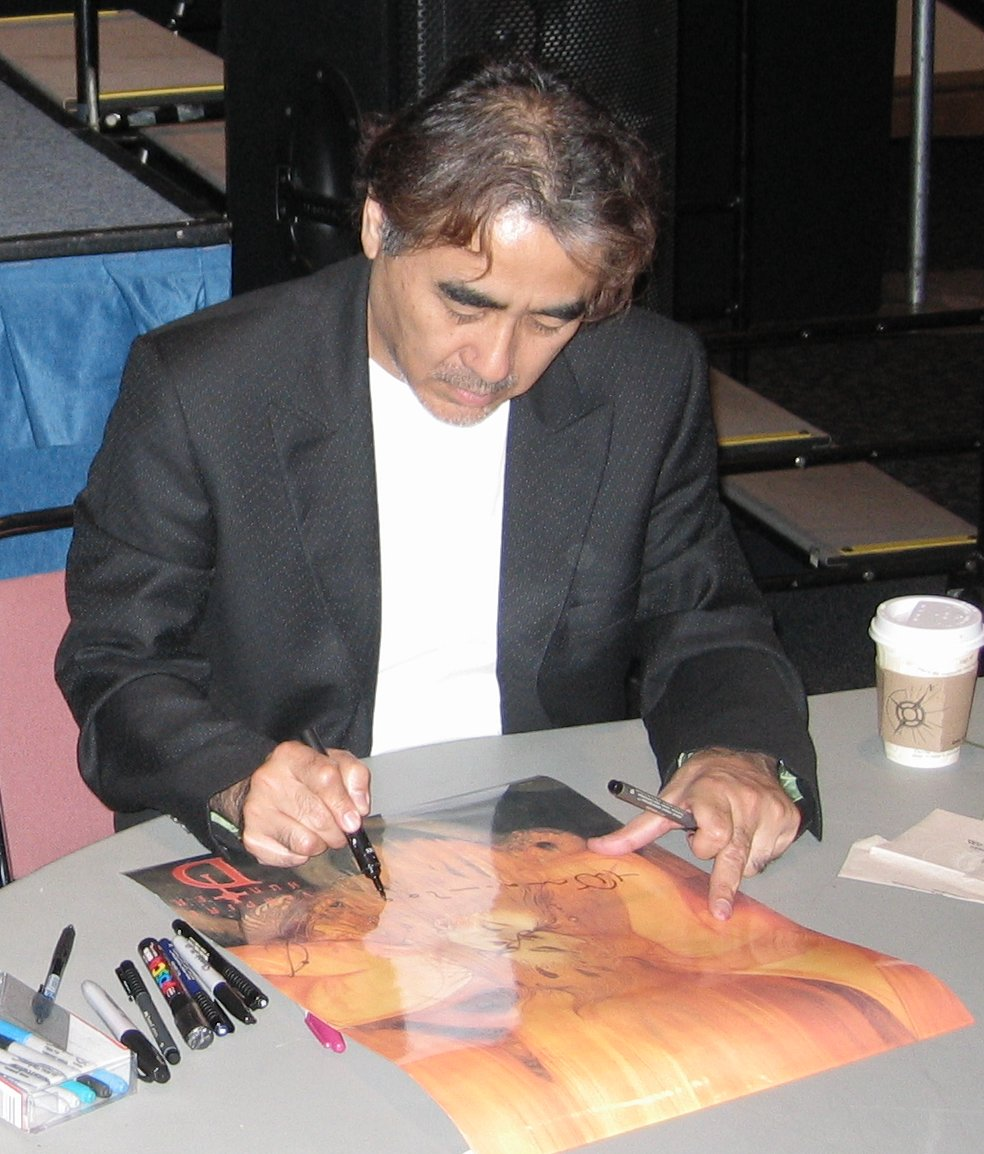
Yoshitaka Amano, uno dei disegnatori principali di Final Fantasy VI

Final Fantasy VI conta quattordici personaggi giocanti, il cast più vasto della serie, oltre ad alcune figure di supporto che sono controllate solo temporaneamente dal giocatore. La protagonista iniziale, Terra Branford, è una ragazza per metà umana e per metà Esper che a causa di un dispositivo per il controllo mentale ha vissuto la maggior parte della sua vita schiava dell'Impero. Tra gli altri personaggi principali figurano Locke Cole, un cacciatore di tesori e simpatizzante della Resistenza con un forte impulso a proteggere le donne; Celes Chere, ex generalessa dell'Impero che diserta a favore dei ribelli dopo essere stata arrestata per aver messo in discussione le pratiche imperiali; Edgar Roni Figaro, il sovrano del Regno di Figaro, che si dichiara alleato dell'Impero mentre supporta in segreto la Resistenza, e suo fratello Sabin, che ha lasciato la corte per seguire la sua strada e affinare le proprie abilità nelle arti marziali; Cyan Garamonde, un cavaliere del Regno di Doma che ha perso la sua famiglia e i suoi amici in seguito all'avvelenamento delle riserve idriche della città ad opera di Kefka Palazzo; Setzer Gabbiani, un giocatore d'azzardo e avventuriero, proprietario dell'aeronave Blackjack; Shadow, un ninja mercenario che offre i suoi servigi sia alla Resistenza che all'Impero in diversi punti del gioco; Relm Arrowny, una giovane ma tenace ragazza in possesso di poteri magici; Strago Magus, l'anziano nonno di Relm e uno dei discendenti dei leggendari stregoni che hanno combattuto durante la Guerra dei Magi; Gau, un bambino cresciuto allo stato selvatico nelle lande desolate del Veldt; Mog, un moguri delle Miniere di Narshe, l'unico della sua razza in grado di parlare il linguaggio degli umani; Umaro, uno yeti che viene convinto da Mog a prendere parte alla Resistenza; e Gogo, un uomo misterioso maestro nell'arte della mimica.
I protagonisti finiscono tutti prima o poi per affiliarsi alla Resistenza a causa del rancore che molti di loro nutrono dei confronti del malvagio Impero, e in particolare dell'imperatore Gestahl e di Kefka Palazzo, i due antagonisti principali del gioco. Kefka è uno dei massimi generali imperiali; egli è il primo a sottoporsi agli esperimenti del progetto Magitek, ottenendo poteri magici ma compromettendo al tempo stesso la sua già fragile salute mentale, fino a diventare un folle e crudele psicopatico.
I personaggi vennero concepiti dall'intero staff di produzione, che intendeva creare un cast corale senza un vero e proprio protagonista. Il character design venne curato da Yoshitaka Amano, lo storico disegnatore della serie, che nell'occasione fu affiancato per la prima volta da altri artisti: Tetsuya Nomura ideò infatti l'aspetto di Shadow e Setzer Gabbiani, mentre Kaori Tanaka si occupò di Edgar Roni e Sabin Rene Figaro. Il cast di Final Fantasy VI è stato apprezzato dalla critica come uno dei punti forti del gioco ed è considerato tra i più riusciti e amati della serie di Final Fantasy e della storia dei videogiochi.

## Modalità di gioco
Final Fantasy VI è un videogioco di ruolo alla giapponese in cui il giocatore controlla un gruppo di personaggi attraverso l'esplorazione del mondo di gioco e al fine di completare la trama principale. Il party è formato da massimo quattro personaggi, che possono essere cambiati a scelta del giocatore in particolari punti del gioco; in alcuni frangenti, inoltre, la storia si dirama in narrazioni multiple, che coinvolgono personaggi diversi e che devono essere affrontate consequenzialmente. Gli spostamenti avvengono sulla mappa del mondo, la quale collega e permette di accedere ai vari luoghi del gioco, come villaggi, città e dungeon. È possibile percorrere la mappa a piedi, in groppa a un Chocobo o tramite aeronave. I giocatori possono rivolgersi ai personaggi non giocanti, come i residenti delle città, che offrono spesso informazioni utili o permettono di acquistare oggetti, equipaggiamento o Reliquie. Inoltre visitando alcuni luoghi particolari si ha modo di attivare delle missioni secondarie. I dungeon si presentano in una varietà di aree, tra cui grotte, foreste ed edifici: in questi luoghi si trovano spesso dei forzieri contenenti oggetti rari, che non sono disponibili nella maggior parte dei negozi. In alcuni dungeon bisogna superare labirinti o risolvere determinati enigmi per proseguire, e in certe situazioni il gioco richiede anche di frammentare i personaggi in più gruppi e di far intraprendere loro strade diverse per collaborare al completamento di particolari sfide.
Durante la navigazione attraverso le varie aree del mondo avvengono incontri casuali con mostri e nemici, e battaglie obbligatorie contro alcuni boss, in cui la visuale passa a una schermata di battaglia. I combattimenti si svolgono con il sistema Active Time Battle (ATB), introdotto per la prima volta in Final Fantasy IV: durante uno scontro a ogni personaggio è assegnata una barra che si riempie col tempo a una velocità che dipende dalle sue statistiche individuali e, una volta completa, dà al giocatore la possibilità di eseguire un comando. Durante l'attesa anche i nemici possono attaccare, aspettando anche loro il proprio turno (che però non viene descritto da nessuna barra). Ogni personaggio ha un'abilità propria, che lo differenzia dagli altri in battaglia: Locke, per esempio, può rubare oggetti ai nemici, mentre Celes può assorbire le magie e tramutarle in punti magia. I personaggi hanno anche a disposizione gli Attacchi della Disperazione, potenti tecniche che possono essere eseguite casualmente quando i punti vita si avvicinano allo zero e che appaiono con nomi diversi (Limit Break, Turbotecniche) anche in molti altri capitoli successivi della serie.
Vincendo le battaglie si ottengono punti esperienza (EXP), punti abilità (PA), gil, ovvero la valuta di gioco, e, alcune volte, degli oggetti. Dopo aver raggiunto una certa quantità di punti esperienza, i personaggi salgono di livello; più questo è alto, più punti esperienza sono necessari per l'incremento successivo. L'aumento di livello causa un innalzamento di punti vita e di punti magia e, a livelli predeterminati, l'acquisizione di nuove abilità o, solo per Terra e Celes, di magie. Un ruolo importante nel gameplay hanno gli Esper, ovvero le invocazioni di Final Fantasy VI. Ciascuna di queste creature può essere abbinata a un solo personaggio per volta tramite l'assegnazione dello strumento corrispondente, detto magilite, ovvero i resti cristallizzati di un Esper deceduto. In combattimento ogni Esper può essere invocato utilizzando un certo numero di punti magia (PM) e fornisce un unico, potente attacco. Oltre ad avere per la prima volta un ruolo centrale nella trama, quando i personaggi vincono le battaglie e ottengono una certa quantità di punti abilità, l'Esper che hanno equipaggiato insegna loro l'uso di nuovi incantesimi, e alcuni di loro forniscono dei bonus permanenti alle statistiche in concomitanza con l'aumento di livello del personaggio assegnato. Grazie a questo sistema di crescita, ogni personaggio di Final Fantasy VI è in grado di utilizzare la magia, anche se la sua classe non lo permetterebbe.
Le armi e le protezioni possono essere acquistate o trovate all'interno degli scrigni del gioco, e vengono assegnate manualmente ai personaggi. Le prime aumentano il valore di attacco di chi le usa e, a volte, aggiungono effetti addizionali o migliorano altri parametri; le seconde, invece, migliorano la difesa e offrono abilità di supporto, come immunità a certi tipi di magia. I personaggi possono equipaggiare anche le reliquie, rari oggetti che forniscono abilità utili, come la possibilità di ottenere doppi punti esperienza o di utilizzare due magie in un solo turno. È possibile equipaggiare i personaggi soltanto nella schermata del menu principale e durante le battaglie; in quest'ultimo caso, si possono assegnare solo le armi e gli scudi.
Final Fantasy VI dispone inoltre di una modalità multiplayer di cui possono usufruire non più di due giocatori e che può essere attivata e disattivata in qualunque momento dalla schermata del menu principale. Mentre l'esplorazione rimane appannaggio di un singolo giocatore, questo sistema permette a un secondo giocatore di intervenire durante le battaglie per controllare una parte dei personaggi.

## Sviluppo
(Chris Kohler, Power-Up: How Japanese Video Games Gave the World an Extra Life)

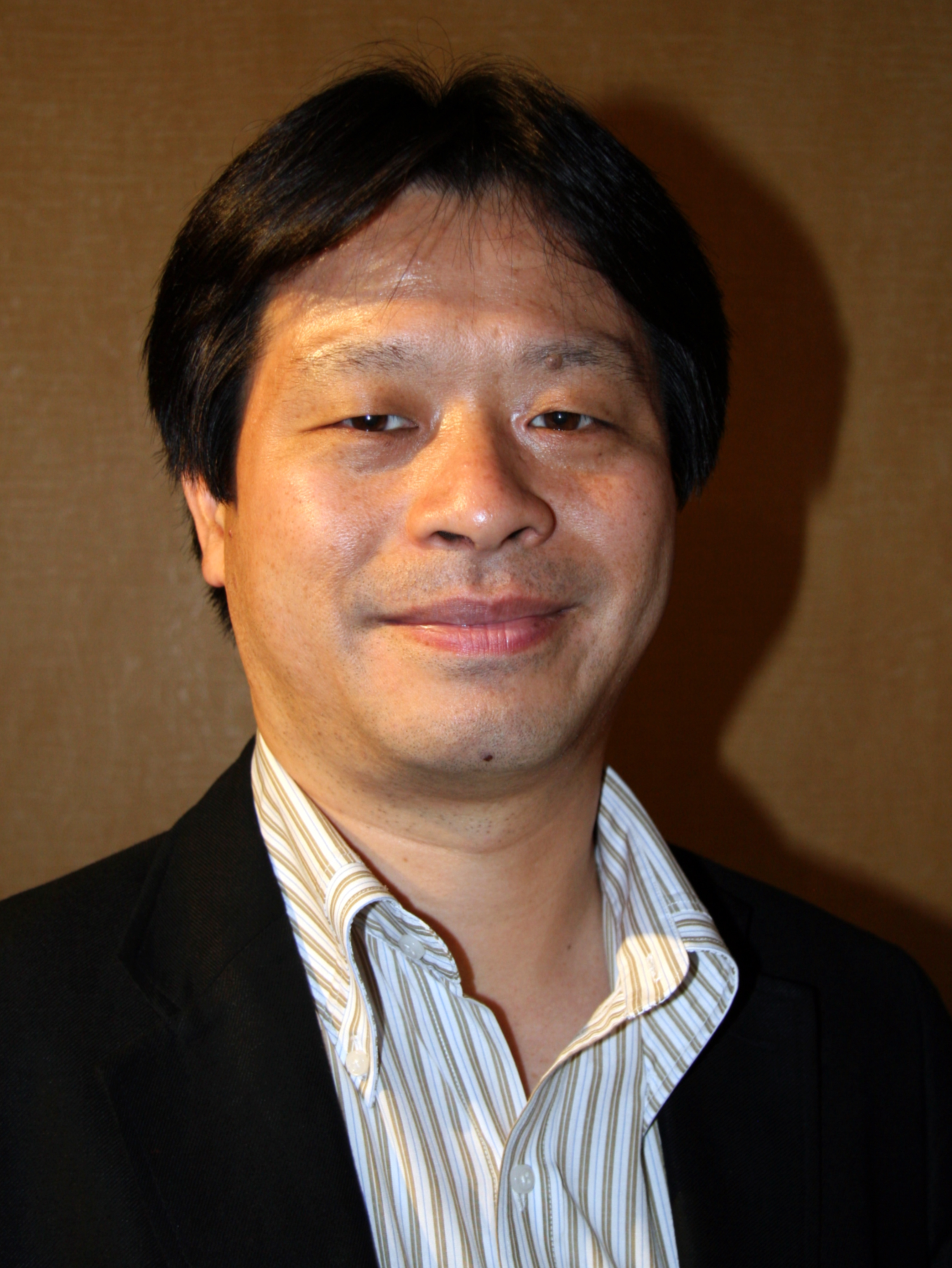
Yoshinori Kitase, il game director e programmatore principale del gioco

Lo sviluppo di Final Fantasy VI da parte della software house giapponese Square cominciò subito dopo l'uscita del suo predecessore Final Fantasy V, nel dicembre 1992, e la sua creazione richiese soltanto un anno. Il direttore e creatore della serie, Hironobu Sakaguchi, non poté essere coinvolto come nei due titoli precedenti a causa di impegni in altri progetti e della promozione a vice presidente della società nel 1991. Per questo motivo si ritagliò un ruolo da produttore e supervisore, nominando come direttori e responsabili di Final Fantasy VI Yoshinori Kitase e Hiroyuki Itō: Kitase si occupò della trama e delle ambientazioni, mentre Ito prese in carico tutti gli aspetti legati al combattimento. Yoshitaka Amano, da lungo tempo collaboratore della serie Final Fantasy, ritornò come concept artist e character designer. I suoi disegni divennero la base per i modelli nei full motion video prodotti per la versione PlayStation.
L'idea dietro la storia di Final Fantasy VI era che ogni personaggio sarebbe potuto essere il protagonista dell'avventura, evitando una narrazione incentrata su un solo personaggio principale ma espandendola piuttosto attorno a un cast nutrito e variegato, in cui ogni figura avrebbe avuto i propri punti di forza e motivi di fascino. L'intento degli sviluppatori era infatti di trasformare i personaggi da semplici combattenti a eroi complessi con motivazioni, pensieri e personalità uniche, in modo da evocare forti sentimenti ed emozioni nei giocatori. Tutti i membri del team di sviluppo contribuirono allora a creare idee per i personaggi e le loro linee narrative all'interno della trama generale, in uno sforzo creativo congiunto che Kitase descrisse come un «processo ibrido». Di conseguenza, Terra e Locke vennero concepiti da Sakaguchi; Celes e Gau da Kitase; Shadow e Setzer dal regista della grafica Tetsuya Nomura; ed Edgar e Sabin dallo sviluppatore grafico del campo di gioco, Kaori Tanaka. Infine fu compito di Kitase fondere la sinossi fornita da Sakaguchi con tutte le idee individuali del team di sviluppo, per creare una narrazione che fosse coerente. Il programmatore dichiarò in seguito che «mantenere un attento equilibrio tra tutti i personaggi fu probabilmente una delle sfide più impegnative», ma che a posteriori si accorse di essersi fatto prendere un po' la mano e che alcuni personaggi ricevettero più attenzione di quanto inizialmente preventivato, come nel caso di Celes e di Kefka.
Per sovvertire lo schema narrativo tipico dei videogiochi di ruolo dell'epoca, in cui l'eroe di turno riesce all'ultimo minuto a scongiurare i piani del cattivo e a salvare il mondo, gli sviluppatori decisero di includere nella storia un evento apocalittico, con la distruzione del mondo da parte di Kefka. La seconda metà del gioco, nelle concezioni del team, sarebbe stata quindi meno lineare, come una sorta di open world, dando ai giocatori maggiore libertà di scelta su quali personaggi seguire e come procedere nella conclusione della storia. Questo senso di coinvolgimento dei giocatori nello svolgimento narrativo venne aumentato anche con l'inclusione di passaggi che si svolgono diversamente in base alle scelte o alle capacità del giocatore; ad esempio la scena di Celes nella seconda parte della storia, in cui se il giocatore riesce a pescare pesci sani per nutrire Cid, egli sopravviverà, mentre in caso contrario lo scienziato morirà e Celes tenterà il suicidio. La sceneggiatura finale venne scritta da un gruppo di quattro o cinque persone e supervisionata da Kitase, in quale si occupò anche degli eventi chiave, come la scena dell'opera, il tentativo di suicidio di Celes o le apparizioni di Kefka.
Il gioco fu l'ultimo titolo della serie a essere sviluppato per console a 16 bit e in 2D, con un gruppo di programmatori ormai esperti e in grado di sfruttare al massimo le potenzialità espressive del Super Nintendo Entertainment System. Kitase affermò in seguito di rimpiangere i tempi in cui fu realizzato il gioco, poiché le limitazioni del sistema costringevano i programmatori a ricercare soluzioni creative e a fare il massimo con quello che avevano a disposizione. Gli sviluppatori riuscirono comunque a ottenere dei decisi miglioramenti grafici e sonori rispetto ai titoli precedenti della serie. Tetsuya Takahashi, uno dei direttori grafici, disegnò i blindati Magitek che compaiono nella scena di apertura; il risultato, anche se leggermente diverso dall'aspetto delle armature nel resto del gioco, piacque a tal punto a Sakaguchi che accantonò l'idea originale di riutilizzare per la scena il design presente nel gioco. Gli sprite dei personaggi vennero creati da Kazuko Shibuya e rappresentarono un significativo passo in avanti nel panorama dei videogiochi di ruolo. Infatti, mentre nei precedenti titoli della serie gli sprite erano meno dettagliati sulla mappa che in battaglia, Final Fantasy VI garantì una risoluzione altrettanto elevata, indipendentemente dallo schermo, consentedo l'uso di animazioni raffiguranti una varietà di movimenti ed espressioni facciali. Anche se non era il primo gioco per SNES a utilizzare la modalità grafica Mode 7, Final Fantasy VI ne fece un uso più esteso rispetto a molti altri titoli della console, conferendo a diverse scene una prospettiva tridimensionale in un gioco altrimenti bidimensionale.
La produzione del gioco si mantenne nei tempi e nel budget previsti, nonostante le difficoltà incorse verso la fine per sistemare i numerosi errori presenti nel codice. Alla fine dello sviluppo del gioco, infatti, i programmatori erano «tormentati da bug», in quanto la Square non aveva ancora strumenti o particolari software per aiutare gli sviluppatori a individuare tali errori.

## Colonna sonora

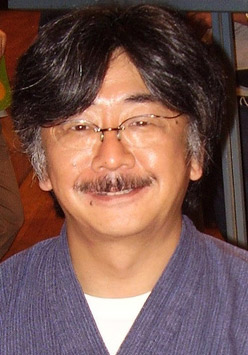
Nobuo Uematsu, compositore della colonna sonora di Final Fantasy VI

La colonna sonora di Final Fantasy VI fu composta da Nobuo Uematsu, collaboratore di lunga data dei giochi della serie. Essa comprende temi per ogni personaggio e luogo accessibile, oltre che musiche per le battaglie contro nemici casuali e boss, e per scene speciali.
Tra i brani più conosciuti e apprezzati della composizione figura Aria di Mezzo Carattere, udibile durante la scena dell'opera; essa contiene una "voce" sintetizzata che accompagna la melodia, resasi necessaria dal momento che le limitazioni tecniche del chip sonoro SPC700, utilizzato dal SNES, impedivano l'uso di una traccia vocale. Dancing Mad, il brano che accompagna lo scontro finale con Kefka Palazzo, è una composizione d'organo di 17 minuti suddivisa in quattro distinti movimenti. Balance Is Restored, la canzone udibile durante il finale del gioco, combina tutti i temi dei personaggi principali in un'unica composizione di oltre 21 minuti ed è stata nominata da Adam Corn di Soundtrack Central un capolavoro e da Bob Mackey di 1UP.com «il miglior brano della storia videoludica». Altri brani celebri sono Terra's Theme e il brano di apertura Omen, che a detta di Uematsu fu la composizione più difficile di tutta la sua carriera.
La colonna sonora di Final Fantasy VI è considerata dalla critica una delle opere più belle e conosciute di Uematsu nonché una delle migliori nel panorama dei videogiochi. Essa segnò una tappa importante nel modo in cui veniva considerata e apprezzata la musica videoludica, dimostrando, a detta del sito web GameSpot, «la crescente sofisticatezza della musica per videogiochi». Uematsu stesso rimase soddisfatto dal modo in cui la colonna sonora di Final Fantasy VI venne accolta dagli appassionati della serie e dalla critica, e affermò in numerose interviste che «con l'eccitazione e la soddisfazione provata al termine del progetto, pensai di aver raggiunto il mio obiettivo primario, e di poter smettere di comporre musica per videogiochi senza rimpianti», e che si tratta della sua creazione preferita.
La colonna sonora è stata pubblicata in Giappone in tre CD con il titolo Final Fantasy VI: Original Sound Version. Una versione di quest'album è stata in seguito pubblicata in Nord America come Final Fantasy III: Kefka's Domain, con una nuova traduzione dei titoli dei brani. Dieci tracce della colonna sonora sono state pubblicate nel 1994 in due EP dal titolo Final Fantasy VI Stars Vol. 1 e Vol. 2. Sei tracce non utilizzate nel gioco sono state invece incluse nello stesso anno in Final Fantasy VI Special Tracks. In più, altri tredici brani sono presenti nel CD Music From FFV and FFVI Video Games, pubblicato insieme a Final Fantasy Anthology il 5 ottobre 1999. La colonna sonora è stata nuovamente pubblicata come parte di Final Fantasy Finest Box da Square Enix il 28 marzo 2007, insieme a quelle di Final Fantasy IV e Final Fantasy V subito dopo l'uscita della versione per Game Boy Advance. Final Fantasy VI Grand Finale contiene 11 tracce del gioco, arrangiate in forma orchestrale da Shirō Sagisu e Tsuneyoshi Saito ed eseguite dall'Ensemble Archi della Scala e dall'Orchestra Sinfonica di Milano; mentre Piano Collections: Final Fantasy VI presenta tredici pezzi estratti dal gioco ed eseguiti per pianoforte da Reiko Nomura.

## Distribuzione

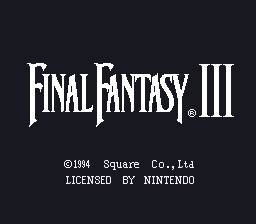
Il titolo di apertura della versione nordamericana originale, riportante la dicitura Final Fantasy III

L'edizione originale per Super Nintendo Entertainment System di Final Fantasy VI venne messa in commercio sul mercato nipponico il 2 aprile 1994. Questa venne esportata nel solo Nord America, dove fu pubblicata il 20 ottobre dello stesso anno. La localizzazione da parte della Square comportò diverse modifiche rispetto alla versione originale giapponese, la più evidente delle quali risultò la modifica del titolo da Final Fantasy VI a Final Fantasy III. Al momento dell'uscita, infatti, soltanto due capitoli della serie erano stati pubblicati in Nord America (Final Fantasy per Nintendo Entertainment System e Final Fantasy IV, conosciuto nel continente nordamericano con il titolo Final Fantasy II) e, per evitare di confondere gli acquirenti e per dare un senso di continuità, si decise di rinominare il gioco.
L'adattamento venne affidato al traduttore Ted Woolsey, che operò alcune modifiche per adeguarsi alla differente sensibilità della platea nordamericana e alle linee guida più stringenti di Nintendo of America. Di conseguenza, esempi di grafica discutibile o controversa, come casi di nudità, vennero censurati; molti nomi di personaggi, Esper e luoghi furono modificati (come "bar" rinominato "café", "Tina" diventata "Terra", o "Valigarmander" cambiato in "Tritoch"); e si mascherarono le allusioni religiose presenti (ad esempio l'incantesimo Sancta venne rinominato Pearl). Inoltre, alcuni riferimenti diretti alla morte ed espressioni violente, così come parole offensive, furono sostituite da formulazioni più morbide. Ad esempio, dopo la fuga di Edgar, Locke e Terra in groppa ai Chocobo, nella versione giapponese Kefka urla ai due soldati sui blindati Magitek: «Andate! Uccideteli!», che venne tradotto da Woolsey in «Andate! Prendeteli!». Quando le truppe imperiali bruciano il Castello di Figaro, ed Edgar cerca di nascondere Terra da Kefka, il generale imperiale risponde dicendo: «Allora puoi bruciare fino alla morte», che fu sostituita con l'espressione: «E allora benvenuti al mio barbecue!». Un altro cambiamento che attirò attenzione fu la traduzione di una battuta di Kefka: «Figli di un sommergibilista!», che andò a sostituire l'affermazione giapponese «Figli di puttana!». Altre modifiche o tagli furono dovuti al fatto che il testo dei dialoghi inglesi dovette essere abbreviato per comprimerlo nel limitato spazio di immagazzinamento dati disponibile sulla memoria della cartuccia di gioco.

## Riedizioni
| Piattaforma         | JP   | NA   | EU   |
| ------------------- | ---- | ---- | ---- |
| SNES                | 1994 | 1994 | –    |
| PlayStation         | 1999 | 1999 | 2002 |
| Game Boy Advance    | 2006 | 2007 | 2007 |
| Wii VC (SNES)       | 2011 | 2011 | 2011 |
| PlayStation Network | 2011 | 2011 | 2011 |
| Wii U VC (SNES)     | 2013 | –    | –    |
| Android             | 2014 | 2014 | 2014 |
| iOS                 | 2014 | 2014 | 2014 |
| Windows             | –    | 2015 | 2015 |
| Wii U VC (GBA)      | 2015 | –    | –    |
| New 3DS VC (SNES)   | 2017 | –    | –    |
| Classic Mini SNES   | 2017 | 2017 | 2017 |

### PlayStation
Final Fantasy VI è stato convertito su PlayStation dall'azienda nipponica TOSE e ripubblicato da Square in Giappone l'11 marzo 1999, sia in confezione singola sia come parte di Final Fantasy Collection. Ne è stata commercializzata anche un'edizione limitata, venduta in cinquantamila copie insieme a una sveglia a tema Final Fantasy. L'edizione nordamericana è uscita il 30 settembre 1999 e qualche giorno dopo, il 5 ottobre, è stata messa in commercio insieme a Final Fantasy V all'interno di Final Fantasy Anthology. La versione europea è uscita solo qualche anno dopo, il 1º marzo 2002, ed è stata pubblicata insieme a una demo di Final Fantasy X.
L'edizione per PlayStation di Final Fantasy VI è molto simile a quella per SNES, con l'eccezione dell'aggiunta di due sequenze d'apertura e una di chiusura in full motion video e nuovi effetti utilizzati per l'inizio e la fine degli scontri casuali, mentre grafica e sonoro rimangono sostanzialmente invariati. Gli unici cambiamenti degni di nota al gameplay, oltre ai tempi di caricamento non presenti nella versione per cartuccia, riguardano la correzione di alcuni bug del software e l'aggiunta di una nuova funzione memo save, che permette ai giocatori di salvare rapidamente i progressi di gioco. Tra le funzioni speciali, invece, l'edizione per PlayStation include un bestiario e una galleria di disegni raffiguranti i personaggi del gioco. La traduzione dell'edizione nordamericana chiarisce alcuni punti di confusione della versione per Super Nintendo del 1994 e conserva la maggior parte della terminologia adottata in precedenza da Woolsey, cambiando solo i nomi degli oggetti e degli incantesimi in aderenza ai titoli più recenti della serie.
Il 18 dicembre 2012 la versione per PlayStation è stata ripubblicata in Giappone come parte di Final Fantasy 25th Anniversary Ultimate Box.
Final Fantasy VI è stato pubblicato nel servizio PlayStation Network, come parte dei "Classici PSone", in Giappone il 20 aprile 2011, nei territori PAL (Europa e Australia) il 2 giugno e in Nord America il 6 dicembre dello stesso anno. Questa riedizione è uguale a quella inclusa in Final Fantasy Anthology e Final Fantasy Collection, ed è compatibile con PlayStation 3, PlayStation Portable e PlayStation Vita.

### Console Nintendo
TOSE si è occupata anche di convertire Final Fantasy VI per Game Boy Advance. Questa edizione, intitolata Final Fantasy VI Advance, è stata pubblicata da Square Enix in Giappone il 30 novembre 2006, e da Nintendo in Nord America il 5 febbraio 2007 e in Europa il 6 luglio dello stesso anno. Il porting include nuove traduzioni per le edizioni estere — tra cui per la prima volta una versione in italiano — che seguono più fedelmente la terminologia originale dell'edizione giapponese per SNES e quella dei titoli più recenti della serie,, anche se, per motivi religiosi, l'Esper "Jihād" è stato tradotto nuovamente in "Crusader" ("Crociato" in italiano).
Final Fantasy VI Advance si differenzia dalla versione per SNES e per PlayStation per la presenza di 38 nuovi mostri, 16 nuovi oggetti, quattro nuovi Esper (Cactuar, Leviathan, Gilgamesh e Diabolos), tre nuove magie (Gravija, Flood e Valor), due nuovi dungeon (il Covo del Drago e il Tempio delle Anime, entrambi con nuovi boss da affrontare), un riproduttore musicale, la presenza dei ritratti dei personaggi nelle finestre di dialogo e la possibilità di accedere al bestiario dal menu principale. Sono stati inoltre risolti numerosi bug e glitch. È stata infine rimossa la scena della tortura di Celes nelle carceri di Figaro Sud. La pubblicazione è stata accompagnata da una collezione di artbook raffiguranti ritratti dei personaggi della serie, realizzati dal disegnatore di Final Fantasy Yoshitaka Amano.
La versione originale giapponese per Super Nintendo Entertainment System è stata pubblicata per Wii Virtual Console in Giappone il 15 marzo 2011, in Europa e Australia il 18 marzo e in Nord America il 30 giugno dello stesso anno. Il gioco è stato pubblicato in Occidente con il suo titolo nordamericano, Final Fantasy III.
Il gioco è stato incluso anche in tutte le versioni del Nintendo Classic Mini: Super Nintendo Entertainment System, pubblicato nel 2017.

### Dispositivi mobili e PC
Takashi Tokita, direttore e produttore di Square Enix, ha annunciato il 9 ottobre 2013 che la società avrebbe pubblicato una versione ottimizzata del gioco per i sistemi operativi Android e iOS nell'inverno dello stesso anno. Il gioco è stato pubblicato su Android il 15 gennaio 2014, e su iOS il 6 febbraio. Tra le novità: comandi eseguibili tramite touch screen, un sistema di aiuto per ricordare al giocatore il prossimo obiettivo da portare a termine, una nuova schermata di battaglia per adattarsi meglio agli scontri più concitati, un album che riassume tutti i capitoli della storia e 28 obiettivi del servizio Google Play Games. La grafica e gli sprite totalmente rifatti e le numerose differenze nei combattimenti hanno però portato a reazioni contrastanti da parte della critica e dei fan.
Un porting per Microsoft Windows, basato sulla versione per dispositivi mobili, è stato reso disponibile all'acquisto sulla piattaforma Steam dal 16 dicembre 2015.

### Multipiattaforma
Nell'aprile 2023 è uscita una versione rimasterizzata e multilingue dal titolo Final Fantasy Pixel Remaster, che comprendere i primi sei episodi di Final Fantasy, acquistabili anche singolarmente, per PlayStation 4 e Nintendo Switch.

## Accoglienza

### Vendite e popolarità
Da un punto di vista commerciale, Final Fantasy VI ebbe un ottimo riscontro in Giappone, risultando, con 2,55 milioni di copie vendute a pochi mesi dall'uscita, uno dei videogiochi più venduti di sempre nel territorio nipponico. Negli Stati Uniti il gioco si piazzò all'ottavo posto nella classifica dei titoli SNES più venduti del 1994, tuttavia, a detta di Sakaguchi, le cifre di vendita nella regione furono ritenute un insuccesso. Secondo i dati di Square, al 31 marzo 2003 le versioni Super Nintendo e PlayStation avevano venduto complessivamente 3,48 milioni di copie nel mondo, di cui 2,62 milioni in Giappone e 860 000 all'estero. Final Fantasy Collection vendette più di 400 000 copie nel 1999, mentre di Final Fantasy Anthology furono vendute circa 364 000 copie in Nord America. La riedizione Final Fantasy VI Advance vendette 280 000 copie, di cui 233 000 in Giappone nel primo mese di disponibilità. Tenendo conto dei dati di vendita delle numerose riedizioni e delle console Nintendo Classic Mini: Super Nintendo Entertainment System — che contengono il titolo preinstallato —, di Final Fantasy VI sono state vendute complessivamente circa 10,17 milioni di copie, rendendolo uno dei titoli della serie di maggior successo commerciale.
Nonostante le innovazioni e il cambio di registro rispetto ai primi titoli della serie, che alienarono una parte della platea più affezionata in Giappone, e il limitato successo iniziale in Nord America, la popolarità del gioco crebbe progressivamente. Questo avvenne soprattutto in Occidente, dove con il tempo la serie di Final Fantasy divenne sempre più conosciuta al grande pubblico. Lo stesso Kitase fu sorpreso dall'accoglienza a lungo termine di Final Fantasy VI in Nord America ed Europa, i cui motivi sono da imputarsi al fatto che le caratteristiche, la trama e i personaggi del gioco lo resero più immediatamente accessibile e indicato alla sensibilità del pubblico occidentale. Nel 2006 i lettori giapponesi di Famitsū lo votarono il 25º miglior videogioco della storia, in una classifica che lo vide però collocarsi dietro a diversi altri titoli della serie. Una parte consistente del fandom occidentale tende invece a considerarlo l'apice creativo della serie.

### Critica contemporanea
| Testata                            | Versione | Giudizio |
| ---------------------------------- | -------- | -------- |
| GameRankings (media al 10-12-2020) | SNES     | 93,96%   |
| GameRankings (media al 10-12-2020) | GBA      | 91,02%   |
| GameRankings (media al 10-12-2020) | iOS      | 92,14%   |
| Metacritic (media al 10-12-2020)   | GBA      | 92/100   |
| Metacritic (media al 10-12-2020)   | iOS      | 91/100   |
| 1UP.com                            | GBA      | A        |
| Allgame                            | SNES     | 5/5      |
| Electronic Gaming Monthly          | SNES     | 9/10     |
| Electronic Gaming Monthly          | PS       | 9,5/10   |
| Famitsū                            | SNES     | 37/40    |
| Famitsū                            | PS       | 54/60    |
| Famitsū                            | GBA      | 31/40    |
| GamePro                            | SNES     | 5/5      |
| GameSpy                            | GBA      | 5/5      |
| IGN                                | SNES     | 9,5/10   |
| IGN                                | GBA      | 9/10     |
| Nintendo Power                     | SNES     | 4/5      |
| Nintendo Power                     | GBA      | 9,5/10   |
| RPGamer                            | SNES     | 4,43/5   |
| RPGamer                            | GBA      | 4,5/5    |
| Super Console                      | SNES     | 82%      |

Final Fantasy VI ricevette giudizi estremamente positivi dalla critica, con le caratteristiche più apprezzate che furono l'innovativa ambientazione steampunk, la trama avvincente e matura, la resa grafica all'avanguardia per i tempi, la ricchezza e varietà del cast, l'eccellente caratterizzazione dei personaggi, la colonna sonora memorabile, il gameplay non lineare e un vasto mondo di gioco ricco di segreti. Ai tempi della sua pubblicazione, molti critici e fan arrivarono a definirlo il miglior videogioco in assoluto.
La rivista giapponese Famitsū gli assegnò un punteggio di 37/40, valutandolo come il miglior videogioco del 1994 (insieme a Ridge Racer). GamePro gli conferì un 5/5, affermando che «personaggi, trama ed eventi a scelta del giocatore, combinati danno vita a un fantastico videogioco». Electronic Gaming Monthly lo nominò il gioco di ruolo dell'anno, commentando in favore della grafica, del comparto sonoro, e della profondità, realismo e forte coinvolgimento emotivo della storia. GameSpot dichiarò che «Final Fantasy VI è un capolavoro inequivocabile, e verosimilmente l'apice della serie. Tutto ciò che riguarda questo gioco, dalla splendida colonna sonora al cattivo diabolico, contribuisce a dar vita a un'esperienza indimenticabile». Game Players gli assegnò una valutazione del 98%, il punteggio più alto dato dalla rivista (al pari di Street Fighter II: The World Warrior), affermando che «si tratta del più grande gioco di ruolo di tutti i tempi, e senza alcun dubbio uno dei migliori videogiochi in generale», e lodando soprattutto la trama, descritta come «la più grande, la più memorabile e la più intrigante in assoluto». Nintendo Power lo definì il videogioco di ruolo del decennio, per via dei miglioramenti nella veste grafica e sonora rispetto ai suoi predecessori e una più vasta portata tematica. Le limitate critiche negative si concentrarono invece sul fatto che la storia veniva avvertita in alcuni punti come eccessivamente melodrammatica e lenta.
Il gioco continuò a ricevere recensioni positive anche con la successiva pubblicazione dei porting per PlayStation e Game Boy Advance, che mantennero in gran parte inalterati i punti di forza dell'edizione SNES, aggiungendo alcuni bonus e allargando la fruizione del gioco a nuove generazioni di console e di giocatori. Nel 1999 IGN descrisse la grafica della versione PlayStation come «bella e sorprendente», affermando che, al momento della sua uscita, «Final Fantasy VI rappresentava tutto ciò che un gioco di ruolo doveva essere». Inoltre, elogiò il suo gameplay e la sua trama, sostenendo che questi aspetti hanno «preso tutto ciò che era presente nei giochi di ruolo precedenti e l'hanno perfezionato», creando un'atmosfera nella quale «i giocatori non avranno problemi a superare la grafica semplicistica e immergersi nell'ambiente e nella trama profonda». Di parere concorde GameSpot, per il quale, seppur in larga parte datata rispetto ai titoli della console Sony, la grafica di Final Fantasy VI rimaneva un "capolavoro di design 2D". Giudizi positivi vennero riservati alle nuove animazioni in full motion video e alla qualità audio, mentre furono oggetto di critiche i lunghi tempi di caricamento nell'apertura del menu e la peggiore reazione ai comandi.
Anche Final Fantasy VI Advance venne considerato una conversione valida e all'altezza. Eurogamer gli assegnò una valutazione di 9/10, affermando che riusciva a trasmettere inalterate anche dopo tanti anni la visione e l'abilità del team di sviluppo originale. GameSpot ritenne che la grafica e gli sprite del gioco ben si adattavano alle caratteristiche della console portatile, e risultavano vividi ed espressivi. I limiti del Game Boy Advance resero però il comparto sonoro di qualità inferiore rispetto alle versioni SNES e Playstation, e provocavano alcuni sfasamenti nelle battaglie più concitate. L'adattamento venne giudicato ottimo, soprattutto in relazione alla prima traduzione inglese di Woolsey, rispetto alla quale migliorava l'aderenza all'originale, la fluidità delle frasi e la nomenclatura. Nel 2007 IGN lo nominò l'ottavo miglior videogioco per Game Boy Advance, descrivendolo come il più grande titolo della serie disponibile per la console. La conversione per dispositivi mobili e per PC raccolse invece pareri contrastanti da parte della critica. Sebbene generalmente considerato un esperimento gradevole e riuscito, il gioco non convinse appieno per via del sistema di controllo touch screen, di numerosi bug e del completo rifacimento della veste grafica e degli sprite, che ottennero una risoluzione maggiore e più dettagliata, ma che venne avvertita da molti come più anonima e piatta.
Il sito aggregatore di recensioni GameRankings riporta un gradimento del 93,96% per la versione SNES, 91,02% per la versione Game Boy Advance e 92,14% per la versione iOS, rendendolo il titolo della serie con la valutazione più alta del sito. Su Metacritic, con una valutazione di 92% per la versione Game Boy Advance e 91% per la versione iOS, si colloca invece al terzo posto tra i Final Fantasy.

### Critica postuma e classifiche
Final Fantasy VI è unanimemente considerato dalla critica uno dei migliori videogiochi di tutti i tempi, e numerosi siti specializzati, tra cui IGN, GamesRadar e RPGFan, l'hanno nominato il miglior capitolo di Final Fantasy. Nelle loro retrospettive sul gioco i recensori di RPGamer lo valutarono uno dei migliori titoli del genere. Essi citarono il suo gameplay come semplice da comprendere e lodarono la colonna sonora come «un capolavoro 16-bit». La testata riservò apprezzamenti anche alla trama, giudicata «matura e coinvolgente», al vasto cast di personaggi, e al significativo miglioramento tecnico rispetto ai titoli precedenti della serie, «con sprite superbi e meglio definiti, ambienti ben dettagliati e una grafica pulita e colorata».
Nella classifica di Electronic Gaming Monthly dei 100 migliori videogiochi, stilata nel 1997, Final Fantasy VI arrivò alla nona posizione. Nel 1997 Nintendo Power lo posizionò all'ottavo posto nella classifica dei 100 migliori giochi di tutti i tempi, dichiarando che «aveva tutto quello che i giocatori cercavano, eroi, eventi che distruggono il mondo, magia, pura crudeltà». La stessa rivista nominò anche il finale uno dei migliori dei videogiochi, e descrisse la celebre scena dell'opera come «una delle ragioni che rendono i videogiochi arte». Nel 2012, in occasione del suo ultimo numero, lo staff della rivista stilò una classifica dei 285 migliori videogiochi Nintendo, in cui Final Fantasy VI arrivò al quarto posto. Nel 2009 IGN inserì il gioco nella propria "Video Game Hall of Fame", una scelta motivata da «una storia epica e avvincente, personaggi intriganti e un cattivo tremendamente crudele, folle e inquietante». Nel 2012 lo stesso sito lo nominò il secondo miglior gioco di ruolo di tutti i tempi, affermando: «Ci sono troppi momenti in Final Fantasy VI degni di essere celebrati per citarli tutti. Biggs e Wedge che conducono Terra tra la neve. L'avvelenamento di Doma. Stivali insabbiati. La distruzione del mondo. Un'opera tragica. Ultros! Li portiamo nel cuore, per non parlare degli Esper e dei temi musicali più intensi comparsi nella serie fino ad ora».
Nella classifica dei 100 migliori videogiochi di tutti i tempi stilata da Game Informer nel 2001, Final Fantasy VI si collocò al settimo posto, con il commento: «Nessun altro gioco della serie può superare questo titolo, così come non può farlo qualsiasi altro gioco di ruolo». Nel 2012, lo staff del sito web GamesRadar lo inserì al 14º posto nella propria classifica dei 100 migliori videogiochi, lodandone in particolar modo la trama e i personaggi. Per quanto riguarda la stampa generalista, il titolo raggiunse la dodicesima posizione nella classifica del Time dei 50 più grandi videogiochi di tutti i tempi, il gioco di ruolo più alto della classifica. The Epoch Times lo nominò nel 2013 il miglior gioco per SNES e il più grande videogioco mai creato.

## Riconoscimenti
Final Fantasy VI ricevette numerosi premi e riconoscimenti.
- Electronic Gaming Monthly (1995): miglior gioco di ruolo, miglior videogioco di ruolo alla giapponese, miglior colonna sonora, miglior sequenza (la scena dell'opera) e miglior gioco Nintendo.[144]
- Nintendo Power (1995): miglior difficoltà, miglior trama, miglior compagno (Interceptor), miglior arma (la motosega di Edgar), miglior ambientazione, miglior mezzo di trasporto (l'aeronave di Setzer), software engine dell'anno, miglior Final Fantasy, miglior cattivo (Kefka Palazzo),[145] miglior gioco di quarta generazione e miglior design, risultando il videogioco più premiato del 1994 della rivista.[127]
  - Candidature: miglior sonoro, miglior nemico (Ultros e Zone Eater) e gioco dell'anno.[127]
- GameFan (1995): videogioco di ruolo dell'anno, videogioco di ruolo per SNES dell'anno e miglior colonna sonora.[123]
- Game Players (1995): miglior videogioco di ruolo per console dell'anno.[123][126]
- GamePro (1995): miglior videogioco per SNES, miglior gioco rétro e miglior cast.[115]
- IGN: Editors' Choice Award, un premio assegnato ai videogiochi considerati dalla redazione tra i migliori di tutti i tempi.[146]

Nel 2007 Final Fantasy VI Advance ottenne da GameSpy i premi gioco portatile dell'anno, gioco per console dell'anno e videogioco di ruolo per console dell'anno, mentre VideoGames gli conferì il riconoscimento miglior videogioco di ruolo.

## Impatto culturale

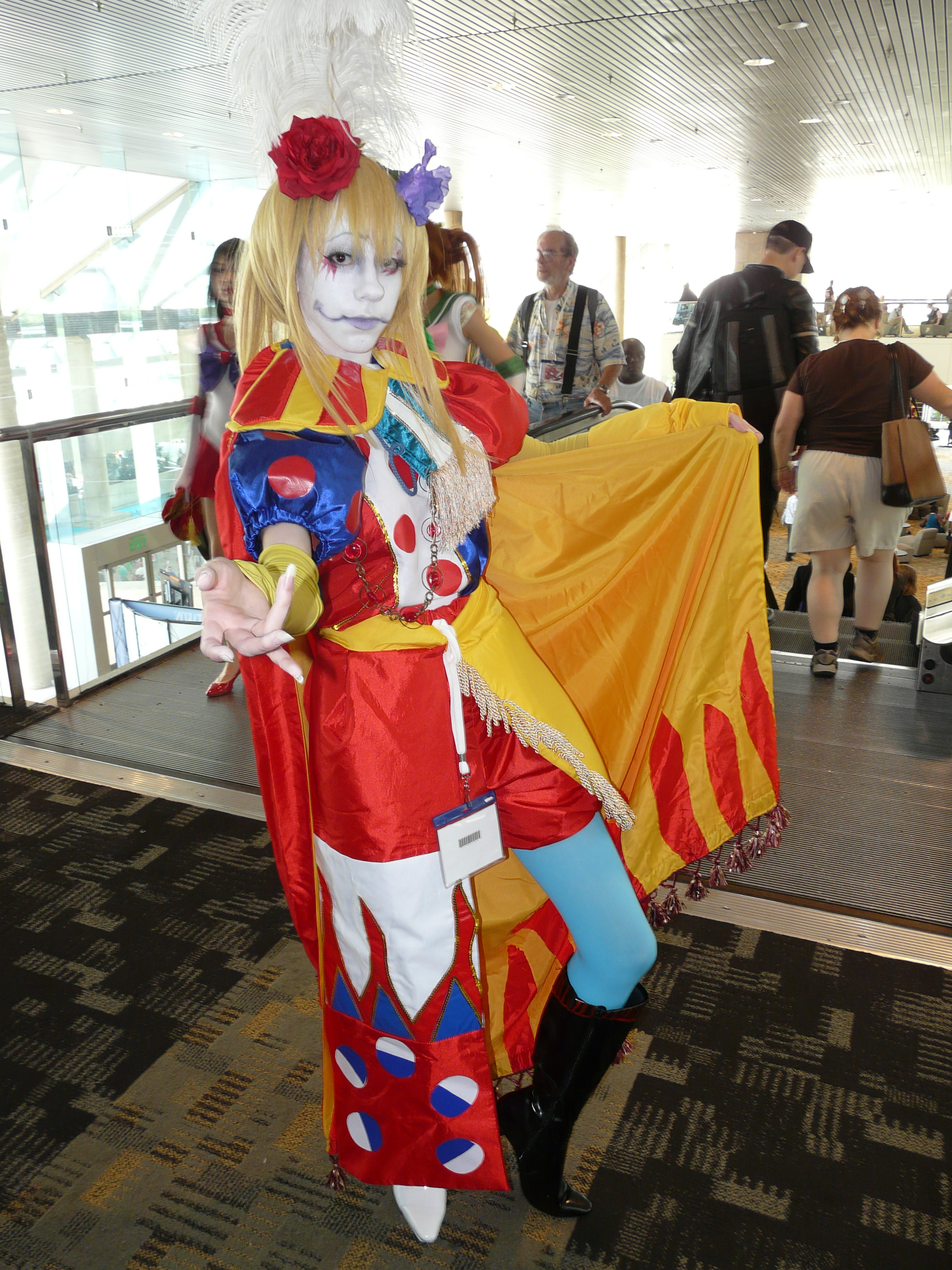
Un cosplay di Kefka, nominato dalla redazione e dai lettori di IGN il personaggio più popolare del gioco

Final Fantasy VI è considerato una pietra miliare nel panorama dei videogiochi di ruolo. A detta di IGN, esso «fornì ai giocatori un'esperienza semplicemente mai avuta prima», rivoluzionando e perfezionando il modo in cui un gioco veniva narrato, e facendo da apripista a una nuova generazione videoludica. GamesRadar lo nominò uno dei titoli più influenti della quarta generazione dei videogiochi, sostenendo che «Final Fantasy VI cambiò per sempre il modo in cui le persone vedevano i giochi di ruolo».
Il titolo rappresentò idealmente una summa degli elementi di forza dei primi capitoli della serie, ma deviava al tempo stesso dallo schema tipico che si era succeduto fino a quel punto. Fino ad allora, infatti, i Final Fantasy si erano distinti per la presenza di certi elementi di fondo comuni, come la trama incentrata sui cristalli, l'esistenza di forze oscure che minacciano l'equilibrio del mondo, l'eterna lotta tra il bene e il male, e delle ambientazioni spiccatamente fantasy e medievaleggianti. Il sesto capitolo sconvolse radicalmente questo schema, introducendo un mondo steampunk e una narrazione più concreta e credibile per quanto concerne le parti in gioco e le motivazioni dei diversi personaggi, e indirizzò la serie e l'intero genere verso nuovi stilemi narrativi e creativi. Kitase dichiarò inoltre che l'influenza di Final Fantasy VI fu in parte responsabile per la maggiore enfasi posta dagli sviluppatori sulla creazione dei personaggi nei successivi titoli della saga.
Fu uno dei primi videogiochi della storia a presentare con successo una trama ricca e complessa, narrata da molteplici punti di vista, e carica di dramma e di pathos, che ebbe un forte impatto emotivo sulla platea, e che presentava numerosi eventi alterabili in base alle scelte dei giocatori e dei personaggi sfaccettati e con dei veri e propri drammi esistenziali alle spalle. Final Fantasy VI si distinse per l'inclusione di numerose sequenze che facevano largo impiego di una grafica accattivante, una musica coinvolgente e un preciso taglio registico, come la scena dell'opera in cui queste tre componenti si mischiavano a dare un'esperienza di gioco memorabile, e che furono tra i primi esempi di una narrazione videoludica dall'impostazione sempre più cinematografica. Il titolo sdoganò anche la trattazione di tematiche e problemi del mondo reale, che per via della loro delicatezza non erano mai state affrontate nell'ambito dei videogiochi, come le gravidanze precoci o il suicidio. Dal punto di vista del gameplay, il gioco dette per la prima volta ai giocatori la possibilità di cambiare i membri del gruppo a piacimento, e di personalizzare i personaggi e gli stili di combattimento con abilità specifiche.
Dopo Final Fantasy IV, che gettò le basi per la popolarità della serie, Final Fantasy VI è considerato il titolo che consolidò e perfezionò il genere dei videogiochi di ruolo, avviandolo a «una lenta risalita dall'anonimato e dai suoi cliché verso un approccio più coinvolgente e cinematografico al gameplay e alla narrazione», e definendo uno standard su tutti i livelli — grafica, sonoro, trama e giocabilità — che per molti critici e appassionati è rimasto insuperato nella serie. Negli anni seguenti alla sua uscita, influenzò lo stile e la trama di numerosi giochi di ruolo, come Wild Arms, Suikoden, alcuni capitoli della saga di Dragon Quest, Grandia, Chrono Trigger, numerosi titoli sviluppati utilizzando il motore RPG Maker, Final Fantasy VII e molti altri capitoli della serie, assurgendo a titolo di riferimento per l'intero genere.
In seguito all'uscita di Final Fantasy VI, Square iniziò a progettare il capitolo successivo della serie, che sarebbe apparso su console di nuova generazione. Utilizzando l'allora moderna tecnologia Silicon Graphics, l'azienda produsse una demo sperimentale che mostrava i personaggi di Final Fantasy VI, Terra, Locke e Shadow, in una battaglia contro un Golem renderizzata interamente in computer grafica 3D a base poligonale; il breve spezzone venne mostrato nell'agosto 1995 alla conferenza SIGGRAPH di Los Angeles e servì da punto di partenza per lo sviluppo di Final Fantasy VII.
Il 27 aprile 2010, il produttore di Square Enix, Shinji Hashimoto, dichiarò che lo sviluppo di un remake di Final Fantasy VI per Nintendo DS era «incerto» a causa di «problemi tecnici». In seguito, tuttavia, Square prese in considerazione la possibilità di un remake di Final Fantasy VI e Final Fantasy V per Nintendo 3DS. Nel 2015, Tetsuya Nomura espresse un forte interesse nello sviluppo di un remake del sesto capitolo della saga subito dopo quello di Final Fantasy VII.